# Burnatia
Burnatia là một chi thuộc họ Trạch tả (Alismataceae). Nó chỉ bao gồm 1 loài hiện được công nhận là Burnatia enneandra.
Loài này là bản địa khu vực từ vùng nhiệt đới tới miền nam châu Phi, từ Senegal và Tanzania tới Nam Phi.